# Oliver Stenning
Oliver Stenning, né le 27 février 1998,, est un coureur cycliste australien.

## Biographie
Lors de la saison 2023, Oliver Stenning se distingue en obtenant plusieurs victoires dans des compétitions nationales. Il termine également deuxième du Tour de Bright, ou encore troisième du Tour of Gippsland, une course inscrite au calendrier du National Road Series. 
Au printemps 2024, il se classe deuxième du championnat d'Océanie du contre-la-montre. 

## Palmarès et résultats

### Palmarès par année
- 2019
  - Collie-Donnybrook-Collie
- 2023
  - Charles Coin Memorial
  - Queensland Time Trial Series :
    - Classement général
    - 2e et 4e étapes

  - 2e du Tour de Bright
  - 3e du Tour of Gippsland
- 2024
  - Ronda al Maestrat
  -  Médaillé d'argent du championnat d'Océanie du contre-la-montre
  - 3e de la Grafton to Inverell Classic

### Classements mondiaux
| Année            | 2022 | 2023 |
| ---------------- | ---- | ---- |
| UCI Oceania Tour | 89e  | 83e  |